# Verena Ballhaus
Verena Ballhaus, auch Perena Parhausu und Verena Baruhausu (* 10. März 1951 in Gemünden am Main, Unterfranken) ist eine deutsche Kinderbuch-Illustratorin.

## Leben
Ballhaus ist die Tochter des Theatergründers Oskar Ballhaus und dessen zweiter Ehefrau, der Schauspielerin Anneliese Wertsch. Schon während ihrer Kindheit in München begeisterten sie Farben und Formen. Sie studierte Malerei, Grafik und Kunsterziehung an der Akademie der Bildenden Künste München.
Nach ihrem Abschluss arbeitete Ballhaus zunächst als Bühnenbildnerin und entwarf Plakate, bevor sie im Jahr 1985 damit begann, Bilder-, Kinder- und Schulbücher zu illustrieren, darunter auch Kinderbücher ihres Schwagers Paul Maar.
Sie hat eine Tochter.

## Auszeichnungen
Ballhaus wurde mehrfach ausgezeichnet, u. a. mit dem Deutschen Jugendliteraturpreis für Papa wohnt jetzt in der Heinrichstraße (1989, gemeinsam mit ihrer Halbschwester Nele Maar), dem Österreichischen Staatspreis für Kinder- und Jugendliteratur in der Sparte „Illustration“ (2004) und zweimal von der Stiftung Buchkunst. Im Jahr 2002 war sie gleich mit zwei Buchtiteln ein weiteres Mal für den Deutschen Jugendliteraturpreis nominiert.